# College of Arms
Le College of Arms (ou Collège des Hérauts) est l'autorité héraldique qui siège à Londres, et est compétente pour la Grande-Bretagne (sauf en Écosse, où l'héraldique est toujours régie par la cour du Lord Lyon) et la plus grande partie du Commonwealth (sauf en Sud-Afrique et Canada, qui disposent respectivement du buro vir Heraldiek (af) et l'autorité héraldique du Canada).

## Histoire
Fondé en 1484, le College of Arms est depuis lors chargé de créer de nouvelles armoiries et de conserver les registres officiels de généalogies. Les hérauts qui forment le Collège sont membres de la cour royale et agissent sous l'autorité de la Couronne. Les activités principales sont : l'octroi de nouvelles armoiries ; l'enregistrement d'arbres généalogiques ; la recherche héraldique et généalogique ; le conseil au gouvernement et aux collectivités territoriales, aux sociétés, et aux particuliers sur tous aspects de l'héraldique. De plus, le Collège est l'autorité pour les sujets relatifs à l'usage des drapeaux, et détient le seul registre officiel de drapeaux pour le Royaume-Uni et la plus grande part du Commonwealth.

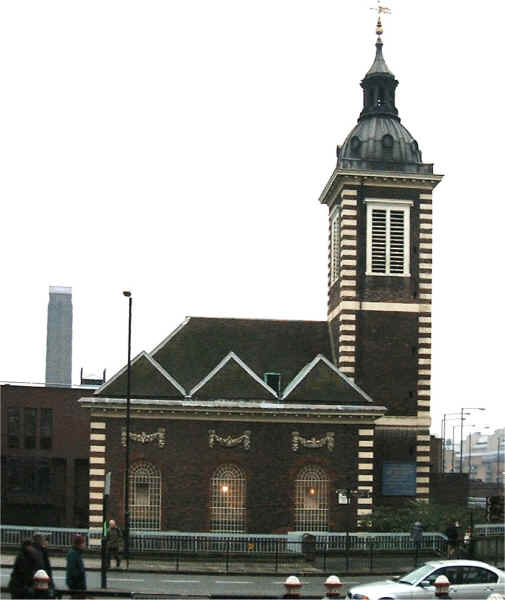
, en face, dans la Cité

Les hérauts conseillent sur les sujets relatifs à la pairie et aux baronnets, à la préséance et au cérémonial. Ils ont un rôle dans le cérémonial d’État britannique et assistent le comte-maréchal dans l'organisation des cérémonies d’État y compris les couronnements et les obsèques nationales. Au cœur du College of Arms se trouvent de vastes archives manuscrites de documents héraldiques et généalogiques qui ont été rassemblés et préservés depuis des siècles .
Les armoiries ont été et sont encore octroyées par lettres patentes des hérauts en chef, les rois d'armes. Pour les personnes qui relèvent de cette autorité, le droit aux armoiries peut seulement être établi par l'enregistrement dans les registres officiels du College of Arms d'une filiation en ligne directe masculine d'un ancêtre qui y apparaît déjà comme étant titulaire d’armoiries, ou en faisant une demande de concession d'armoiries par l’intermédiaire du College of Arms. Ces concessions d'armoiries sont faites tant aux personnes morales qu'aux personnes physiques.
Le College of Arms n'est pas financé par l’État et ses activités sont en partie financées par les redevances perçues lors des concessions d'armoiries. Les officiers d'armes reçoivent de la Couronne des salaires symboliques, inférieurs à 50 livres par an, mais exercent leur activité professionnelle de manière indépendante. Le Collège est toutefois soutenu par des libéralités occasionnelles de donateurs pour des projets spécifiques, notamment en lien avec les départements de la conservation et des archives, et la préservation du bâtiment historique. La société du Lion Blanc, et la fondation du collège des Hérauts aux États-Unis (College of Arms Foundation), sont des associations des Amis du Collège, ouvertes à l'adhésion de tous. Le Collège est aussi soutenu en particulier par le College of Arms Trust.
Le siège des Héraults se trouve près de Blackfriars à la Cité (en Queen Victoria Street, EC4), un monument classé de Grade I. L'église paroissiale de St. Benet (en) est utilisée par le College of Arms.

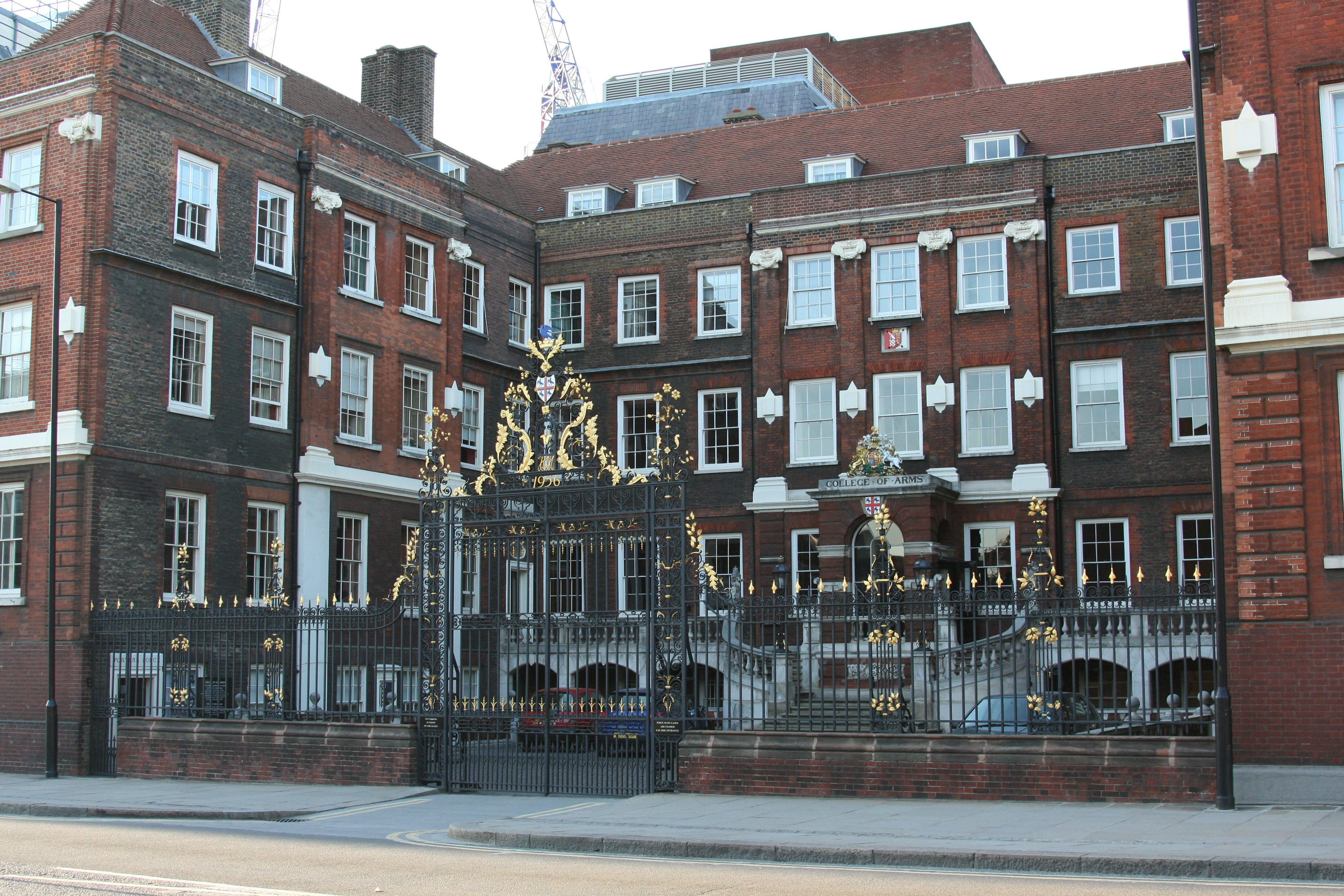
Collège des Hérauts, (XVIIe siècle) à Londres
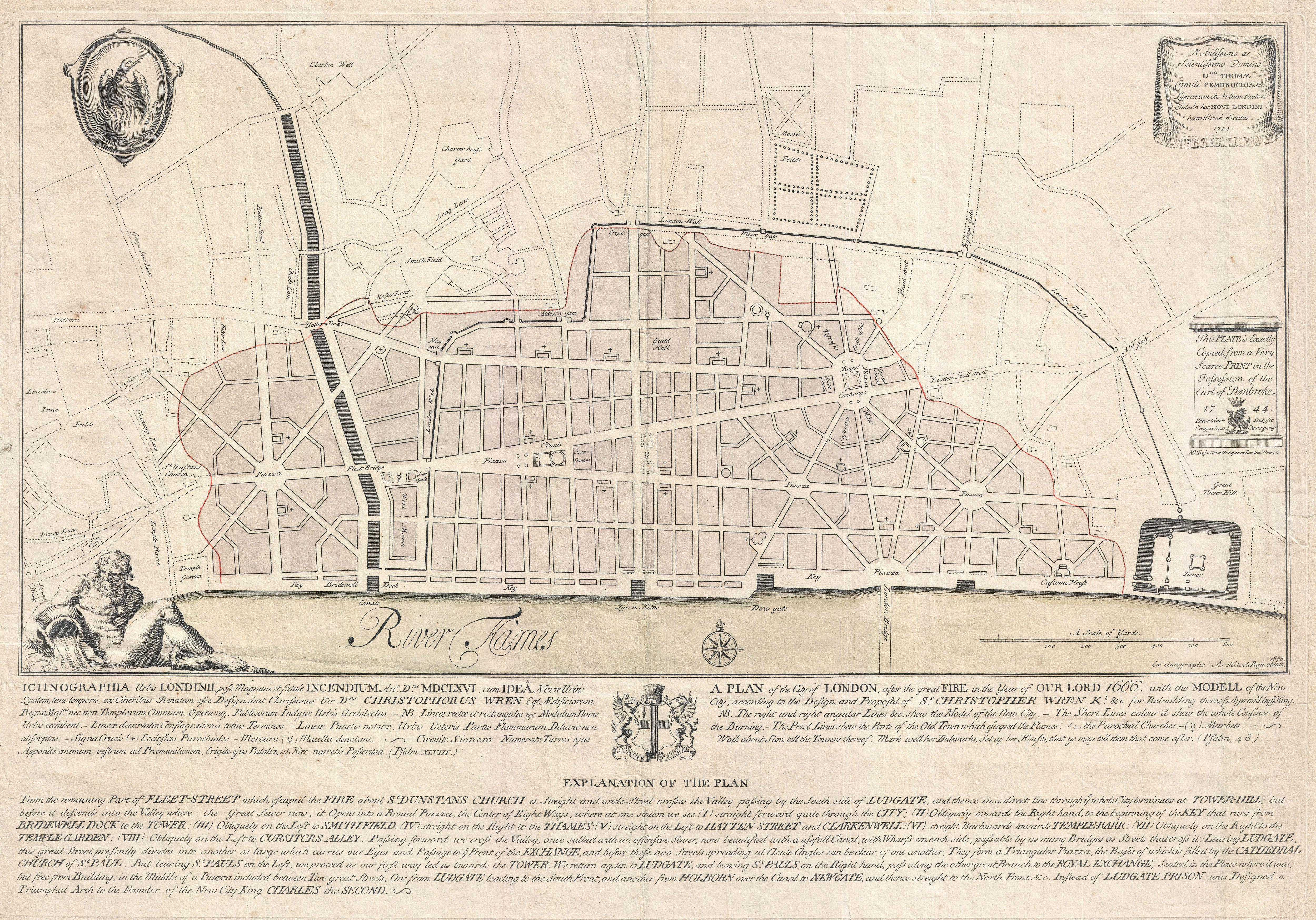
Plan de Londres, par Christopher Wren (1744)
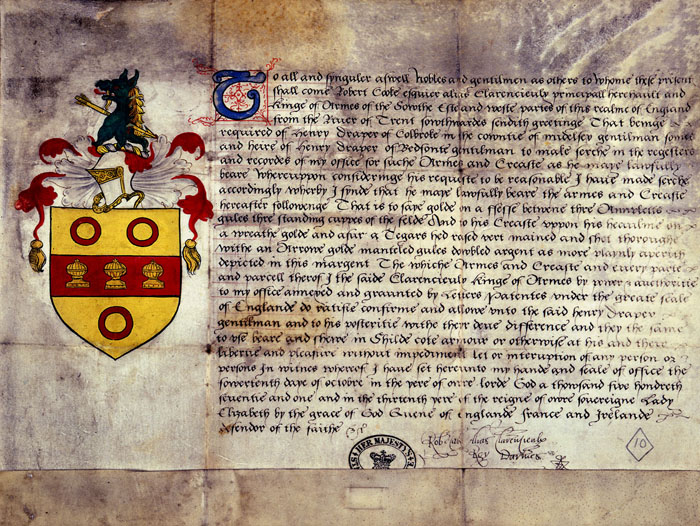
Lettre patente octroyant des armoiries (1571)
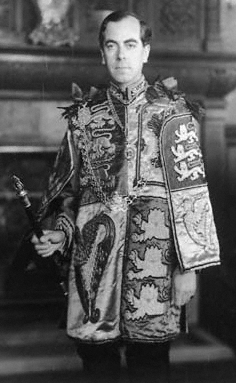
Sir Anthony Wagner, Garter
Écu des ducs de Norfolk, comtes-maréchal
Armes de la Corporation de la Cité de Londres

## Voir aussi

Armoiries royales britanniques